# Hussvala
Hussvala (Delichon urbicum) är en fågel som tillhör familjen svalor. Den är en flyttfågel som häckar i Europa, Nordafrika och i de tempererade delarna av Asien och övervintrar i subsahariska Afrika och tropiska Asien. Hussvalan livnär sig av insekter som den fångar i flykten, och vintertid flyttar den till klimat där flygande insekter finns i rikliga mängder. Den är blå på huvud och ovansida, vit på gump och undersida och hittas både i öppna landskap och nära mänskliga bosättningar. Hussvalan liknar de andra tre arterna i släktet Delichon, som alla är endemiska för östra och södra Asien. 
Både dess vetenskapliga och triviala namn anknyter till fågelns vana att använda mänskliga byggnationer för sina bon. Den bygger ett slutet skålformat rede av lerkulor under takfötter eller liknande platser på byggnader, vanligen i kolonier.
Hussvalan jagas av rovfåglar, bland annat av lärkfalk, och liksom andra fåglar drabbas den av invärtes parasiter, flugor och kvalster. Dess stora utbredning och population innebär att den inte är hotad ur ett globalt perspektiv. Dess närhet till människan är allmänt accepterad och den förekommer ibland som referens i kulturen, bland annat inom litteraturen.

## Utseende, fältkännetecken och läte

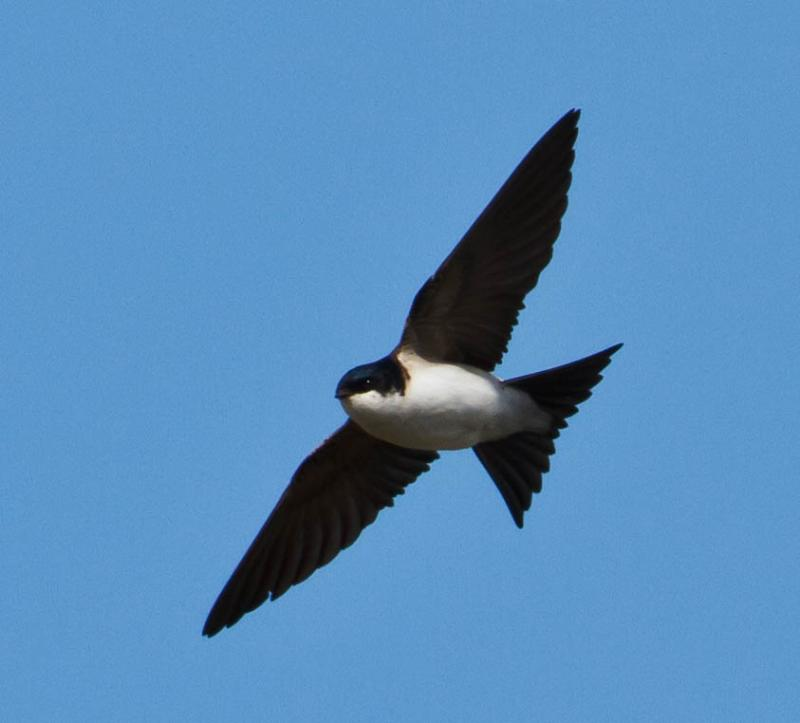
Hussvalan är en kompakt svala, med grunt kluven svart stjärt.

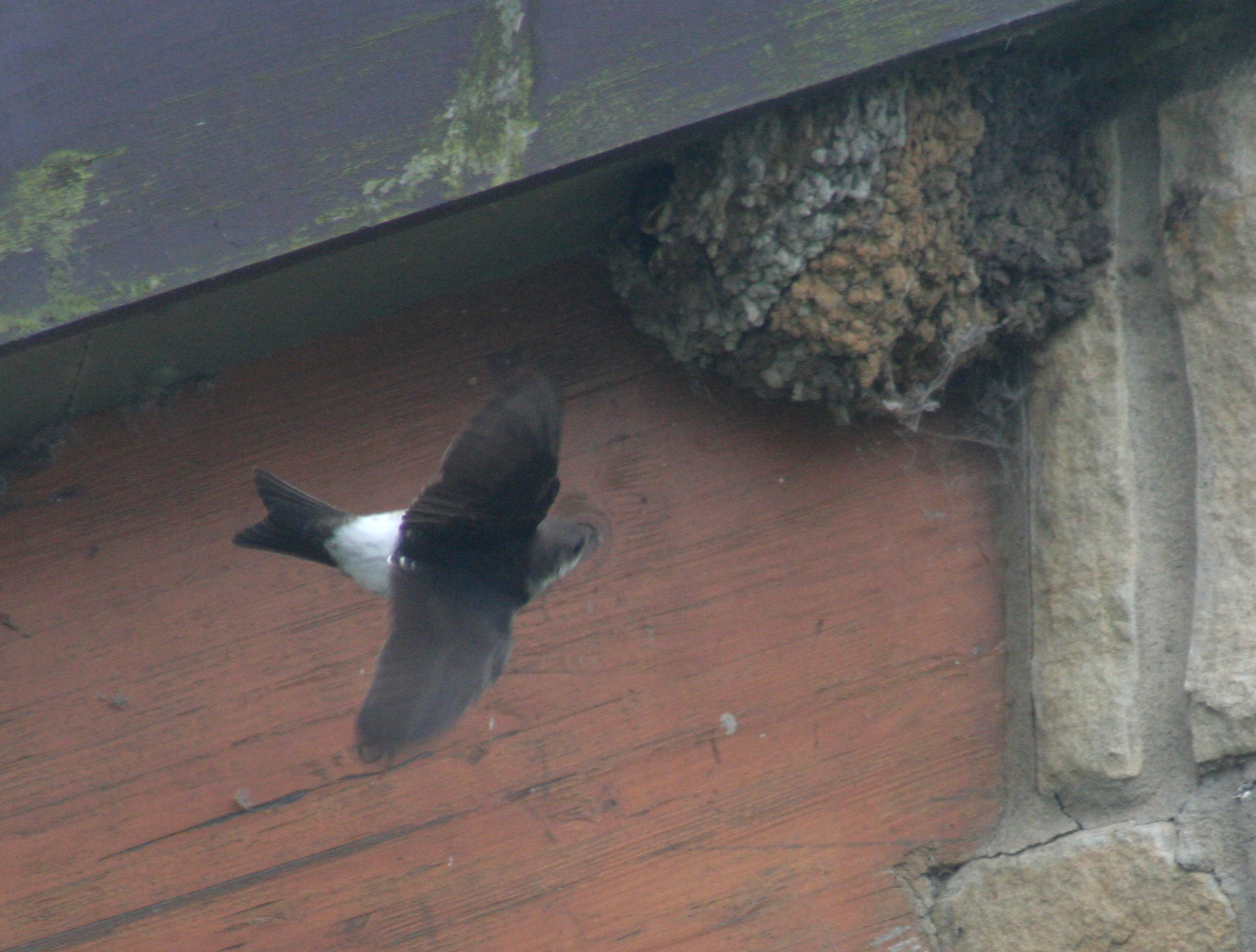
Signifikant för hussvalan är dess kritvita övergump som syns väl när den flyger.

Hussvalan är en kompakt svala, med grunt kluven svart stjärt. Den adulta hussvalan av nominatformen är 13 cm lång och har ett vingspann på 26–29 cm. Den väger 16–25 gram och har en genomsnittlig vikt på 18,3 gram. Huvud, rygg, vingar och stjärt är blåsvarta. Undersidan är vit, inklusive undersidan av vingarna och den har en tydlig och stor vit övergumpsfläck. Även de korta benen och tårna har vit dunig befjädring. Den har bruna ögon och liten svart näbb, och dess tår och exponerade delar av benen är rosa. Könen är lika, men juvenilen är sotigt svart, och vissa av dess vingtäckare och fjäderpennor har vita spetsar och kanter och hakan är smutsvit.
Hussvalan flyger med i genomsnitt 5,3 vingslag i sekunden, vilket är snabbare än ladusvalans 4,4 vingslag i sekunden.
Hussvalan är högljudd, särskilt vid häckningskolonierna. Kontaktlätet, som också framförs i vinterkvarteren, är ett hårt tsrr eller vid varningsrop ett skarpt sir. Hanens sång, som framförs under hela året, är ett lätt, babblande kvittrande eller trallande, inte lika omväxlande som hos ladusvalan.

### Förväxlingrisk med andra arter
Hussvalans vita övergump och undersida, som är mycket synliga i flykten, förhindrar förväxling med andra spridda palearktiska svalor som ladusvala, backsvala och rostgumpsvala. Dock har den juvenila rostgumpsvalan beigevit övergumpsfläck. De tre övriga arterna i släktet Delichon är lika varandra, men orienthussvala skiljer sig från hussvalan genom att den har grå strupe och gråbruna, istället för vita vingundersidor. Sibirisk hussvala har det vita på övergumpen mycket längre mot stjärten och stjärtklykans djup ligger mellan det hos hussvala och orienthussvala.
I Afrika kan förväxling ske med grågumpsvala, men den arten har grå övergump, smutsvit undersida och längre, djupt förgrenad stjärt.

## Utbredning och systematik
Hussvalan häckar över tempererade delar av Eurasien österut till centrala Mongoliet och Jenisejfloden. Den häckar också i Nordafrika, i Marocko, Tunisien och norra Algeriet. Dess utbredningsgräns går vid Jenisej i öst och i nordvästra Indien i söder. Vintertid flyttar den på bred front till i subsahariska Afrika. Hussvalan delas vanligen in i två underarter, med följande utbredning:
- nordlig hussvala[12] Delichon urbicum urbicum – häckar från Europa till centrala Asien
- Delichon urbicum meridionalis – häckar i Medelhavsområdet samt österut via Iran till norra Indien

### Flyttning

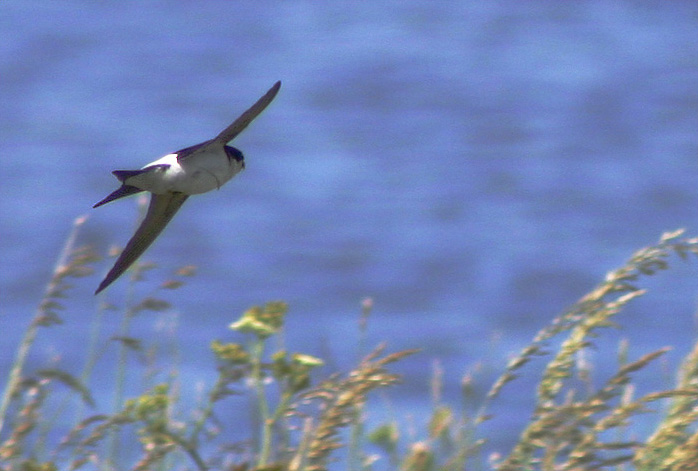
Flygande hussvala.

Hussvalan är en flyttfågel som flyttar på bred front över Medelhavet och Sahara och inte som större fåglar som huvudsakligen korsar dessa geografiska barriärer genom att välja de kortaste överfarterna. Under flytten livnär de sig i luften av insekter, och de färdas i allmänhet i dagsljus, fastän vissa fåglar kan flytta på natten. Flyttningen medför risker. År 1974 hittades flera hundra tusen fåglar av denna art döda eller döende i de schweiziska Alperna och omgivande områden, fångade av tungt snöfall och låg temperatur.
Hussvalan återvänder till häckningsområdet några dagar efter de första ladusvalorna. Liksom den arten, särskilt vid dåligt väder, kommer den sällan direkt till häckningsplatserna, utan letar efter mat över stora vattensamlingar. Det har observerats att flyttande hussvalor har stannat för att häcka i Namibia och Sydafrika istället för att återvända norrut. Såsom kan förväntas för en långdistansflyttare har hussvalan förekommit som tillfällig gäst österut till Alaska och västerut till Newfoundland, Bermuda och Azorerna.

### Taxonomi och släktskap
Hussvalan beskrevs först av Linné i hans Systema naturae år 1758 som Hirundo urbica, men fördes till dess nuvarande släkte Delichon av Thomas Horsfield och Frederic Moore 1854. Delichon är ett anagram av det gammalgrekiska ordet χελιδών (chelīdōn), som betyder 'svala', och artnamnet urbicum som betyder 'stads-' på latin. Fram till 2004 hade den artnamnet urbica på grund av ett missförstånd rörande den latinska grammatiken.
Släktet Delichon är en nybildad avgrening från ladusvalans släkte Hirundo, och dess fyra medlemmar är likartade till utseendet. Förut kategoriserades orienthussvala, som häckar i bergen i centrala och östra Asien och övervintrar i Sydostasien, som en underart till hussvala men idag är det brukligt att behandla dem som två goda arter. Dessa båda arter liknar också i hög grad himalayahussvala, som är stannfågel i bergen i södra Asien. 
Fram tills nyligen inkluderades även sibirisk hussvala i hussvalan. Sedan 2016 behandlas den dock som egen art av BirdLife International och IUCN, på basis av avvikande utseende och det faktum att de verkar häcka parapatriskt i Burjatien och frånvaro av hybridisering på andra ställen där deras utbredningsområden möts. IUCN och BirdLife International 2021 urskildes den även av tongivande International Ornithological Congress (IOC) och 2022 även av BirdLife Sveriges taxonomiska kommitté.

## Ekologi

### Biotop
Hussvalan föredrar öppet landskap med låg växtlighet, såsom betesmark, ängar och jordbruksmark, och helst nära vatten, även om den också återfinns i berg upp till åtminstone 2 200 meters höjd. Den är stadslevande i mycket större utsträckning än ladusvalan, och häckar även i stadscentrum om luften är tillräckligt ren. Den återfinns nära träd i större utsträckning än andra eurasiska svalor, eftersom de ger tillgång på insekter och även sovplatser. Denna art använder normalt inte de sovplatser i vassruggar som flyttande ladusvalor föredrar.
Den använder liknande öppna områden i vinterkvarteren, men hussvalan är mindre synlig än övervintrande ladusvalor, då den tenderar att flyga högre och vara mer kringflyttande. I de tropiska delarna av dess vinterutbredning, som Östafrika och Thailand, verkar den huvudsakligen observeras i höglänta områden.

### Häckning

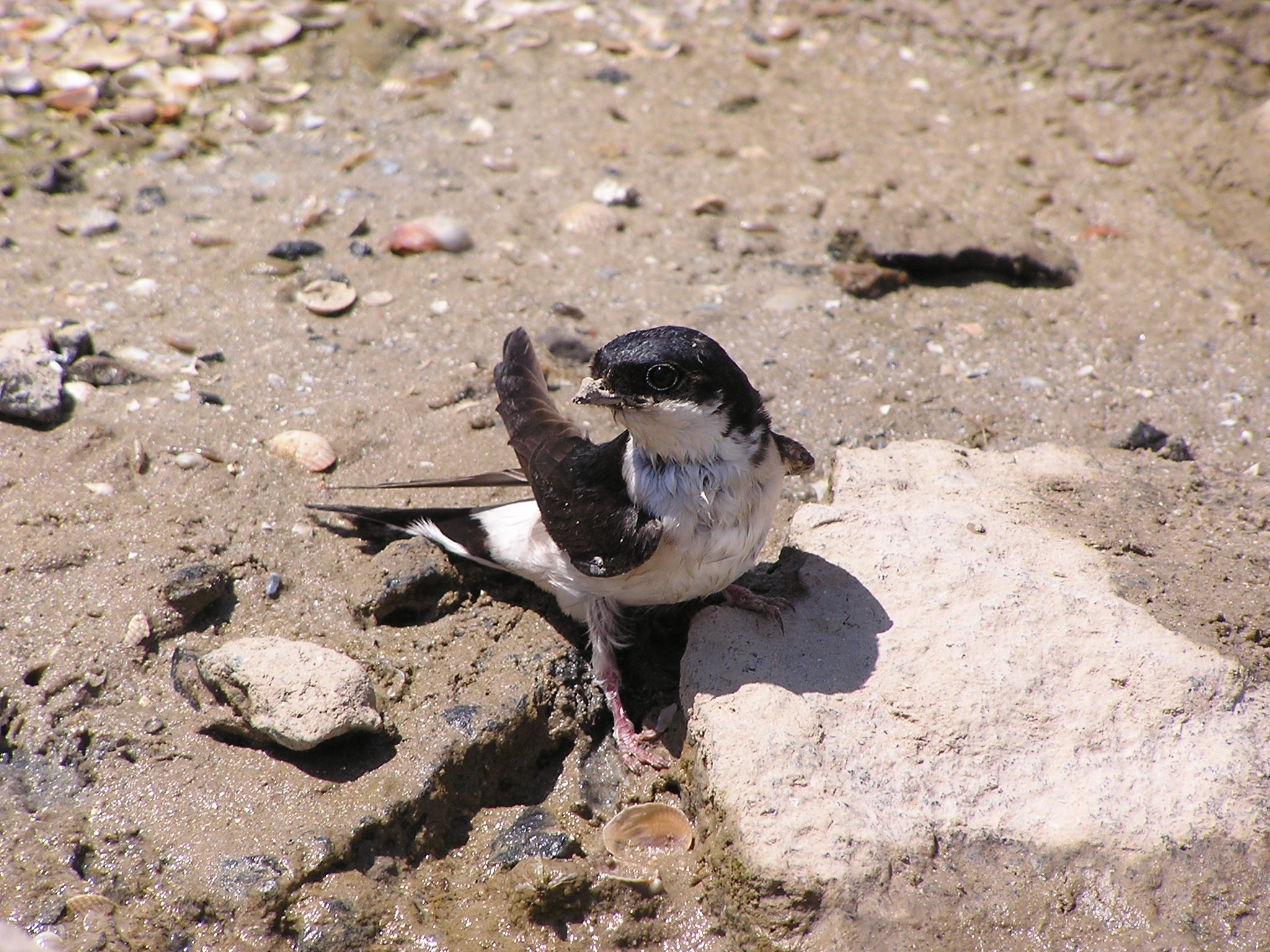
Insamling av lerkulor till redet.

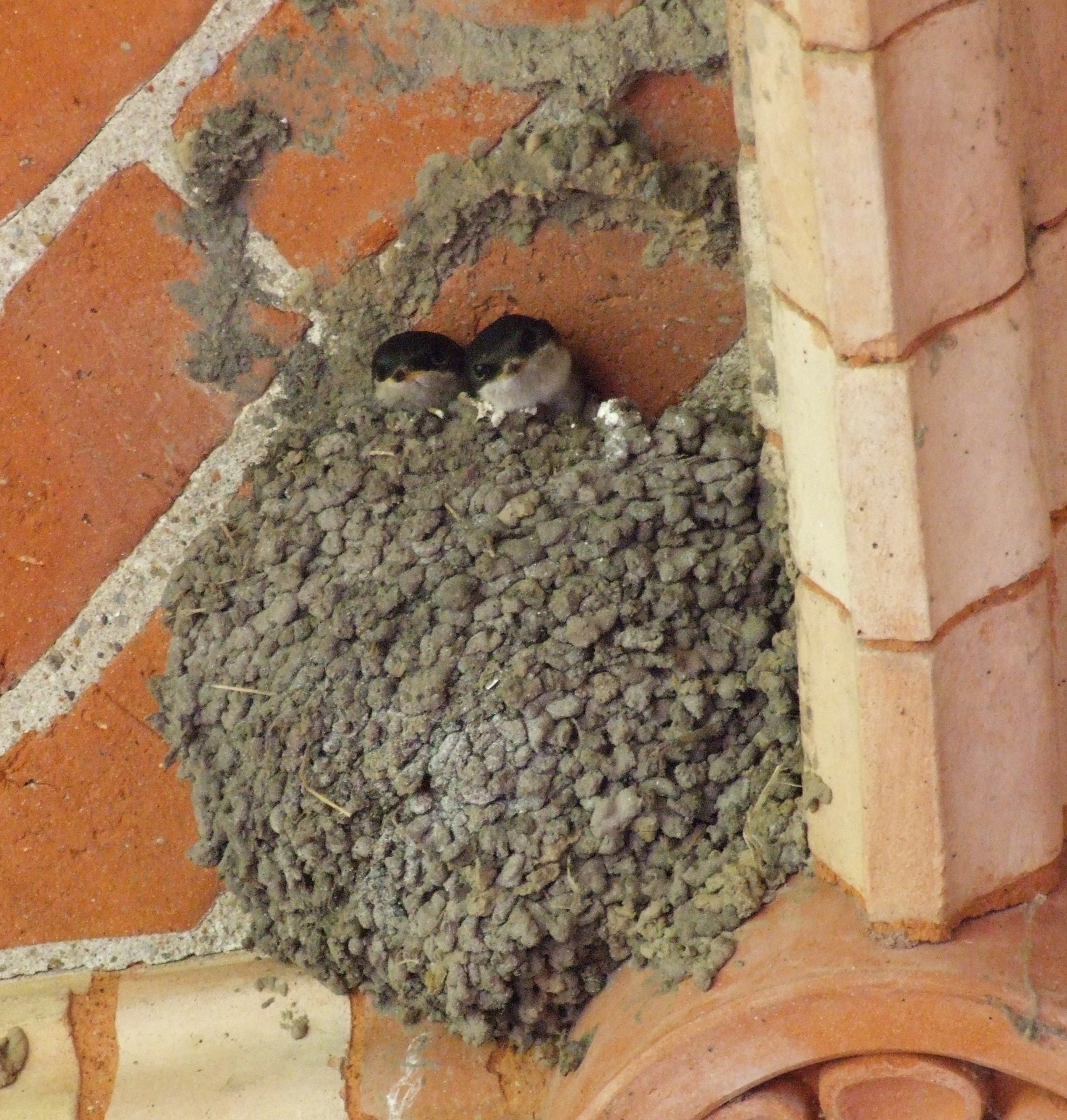
Bo med ungar.

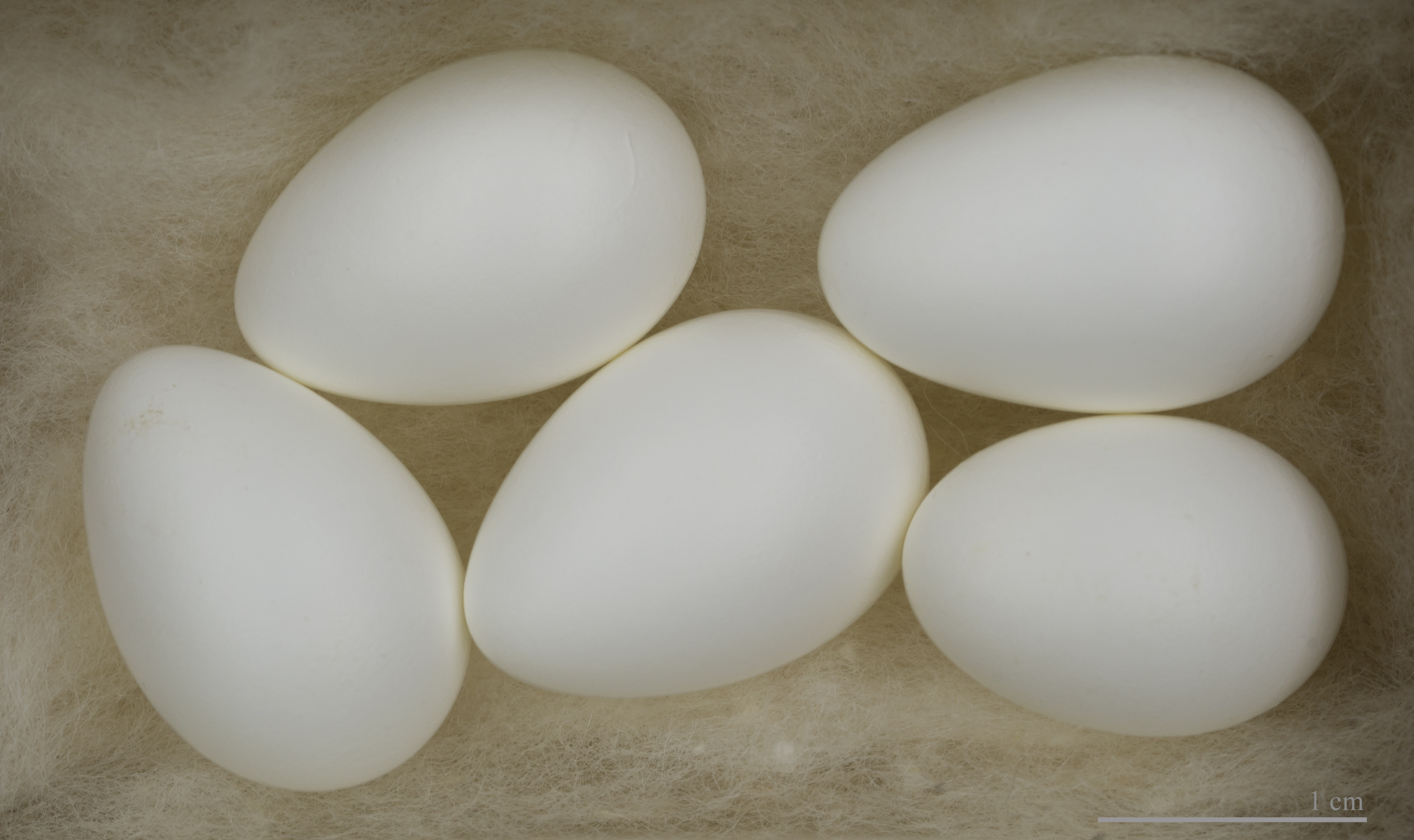
Delichon urbicum

Hussvalorna bygger gärna sina bon utanpå hus och under takfoten och skyr inte mänsklig närvaro utan kan vara mycket oskygga. Bona byggs av lera och blandas med deras saliv till hårda kupiga eller äggformade bon. Ibland fäster de också sina bon vid klippväggar. 
Hussvalan häckade ursprungligen i klippor och grottor, och några klipphäckande kolonier finns fortfarande, med reden byggda under en överhängande klippa. Den använder numera till stor del byggnader uppförda av människor, såsom broar och hus. Till skillnad från ladusvalan använder den utsidan av bebodda byggnader, istället för insidan av lador eller stall. Redena byggs vid förbindelsen av en vertikal yta och ett utskjutande tak, såsom på takfötter, så att de kan stärkas av att vara fästa vid båda plan.
Häckande fåglar återvänder till Europa mellan april och maj, och bobygget börjar mellan slutet av mars i Nordafrika och mitten av juni i Lappland. Boet är en snygg sluten konvex kopp som fästs under en lämplig kant, med en smal öppning vid toppen. Den byggs av båda könen med lerkulor som de samlar i näbbarna, och fodras med gräs, hår eller andra mjuka material. Leran, som tillförs i flera lager, samlas från dammar, åar eller pölar. Gråsparvar försöker ofta ta över boet under bygget, och hussvalorna bygger nytt på ett annat ställe om gråsparvarna lyckas. Ingången vid toppen av redet är så liten att sparvarna inte kan ta över boet när det väl är färdigt.
Hussvalan är kolonihäckare, och många bon byggs i kontakt med varandra. Kolonier med tusentals bon har belagts, men färre än tio är mer typiskt. Vanligen läggs fyra eller fem vita ägg, som i genomsnitt är 1,9 × 1,33 centimeter stora och väger 1,7 gram. Honan utför det mesta av ruvningen, som normalt varar i 14–16 dagar. De nykläckta ungarna är bostannare, och efter ytterligare 22–32 dagar, beroende på vädret, lämnar ungarna boet. De flygga ungarna stannar hos föräldrarna och utfodras av dem i ungefär en vecka efter att de lämnat boet. Ibland hjälper förstaårsfåglar från den första kullen till med att utfodra den andra kullen.
Vanligen förekommer två kullar per år. Samma bo återanvänds för den andra kullen, och repareras och används igen ytterligare år. Kläckningsframgången är 90 %, och ungfåglarnas överlevnad 60–80 %. Genomsnittlig dödlighet för vuxna fåglar är 40–70 %. Det är ovanligt med en tredje kull, men sena ungar lämnas ofta att svälta. Fastän individer som uppnått tio och 14 års ålder har observerats överlever de flesta mindre än fem år. I veckor efter att de lämnat boet samlas ungfåglarna i flockar som ökar ständigt i storlek som kan ses samlas i träd eller på hustak, eller på telefontrådar med andra svalor. Vid slutet av oktober har de flesta hussvalor lämnat sina häckningsområden i västra och centrala Europa, men sena fåglar i november och december är inte ovanliga, och flyttningen längre söderut slutar ändå senare.
Hussvalor bildar livslånga par, men kopulationer utanför parbildningen är vanliga, vilket gör arten genetiskt polygam fastän den är socialt monogam. En studie i Skottland visade att 15 % av boungarna inte var släkt med sina antagna fäder, och 32 % av kullarna innehöll minst en unge som avlats utanför paret. Hanar som inte ingår i paret, vanligen från bon där äggläggningen redan hade skett, sågs ofta gå in i andra bon. Hanen i paret såg först till att hans hona tillbringade lite tid ensam vid boet, och medföljde henne på flygningar, men bevakningen blev slappare efter att äggläggningen hade börjat, så att den yngsta ungen var den som mest sannolikt hade en annan far.
Hussvalan har regelbundet observerats hybridisera med ladusvalan, vilket är en av de vanligaste korsningarna mellan arter bland tättingarna. Vanligheten av denna hybrid har lett till förslag om att Delichon inte är tillräckligt genetiskt åtskild från Hirundo för att anses som ett eget släkte.

### Föda
Hussvalan liknar i sina vanor andra flygande insektsätare, däribland andra svalor och de obesläktade seglarna, och fångar insekter i flykten. I häckningsområdena utgör tvåvingar och bladlöss en stor del av födan, och i Europa tar hussvalan en större andel av bladlöss och små flugor än ladusvalan. Som med den arten är steklar, särskilt flygmyror, viktiga inslag i födan i vinterkvarteret.
Hussvalan jagar på en genomsnittlig höjd av 21 meter under häckningssäsongen, men lägre vid våt väderlek. Jaktmarkerna är vanligtvis inom 450 meter från boet. Öppna marker eller vatten föredras, det senare särskilt vid dålig väderlek, men hussvalorna följer också efter plogen eller stora djur för att fånga insekter som blivit störda. I vinterkvarteren sker jakten på högre höjd, över 50 meter.

### Predatorer och parasiter
Även om hussvalan jagas av lärkfalken (Falco subbuteo), gör dess flygskicklighet att den kan undvika de flesta predatorer. Den är mest sårbar när den samlar lera från marken. Detta har därför blivit en gemensam aktivitet, där en grupp fåglar plötsligt flyger ned till en lerfläck.
Den parasitiseras av loppor och kvalster, däribland Ceratophyllus hirundinis, och invärtes av endoparasiter såsom Haemoproteus prognei  (fågelmalaria), som sprids av blodsugande insekter, däribland myggor. En polsk undersökning visade att bon vanligen innehöll över 29 exemplar av ektoparasiter, av vilka de vanligaste var C. hirundinis och Oeciacus hirundinis.

## Hussvalan och människan

### Status och hot
Globalt har hussvalan ett stort utbredningsområde och beståndet anses vara stabilt. Av dessa anledningar bedöms arten som livskraftig på IUCN:s rödlista, och har ingen särskild status enligt CITES, den konvention som reglerar internationell handel med exemplar av vilda djur och växter. Världspopulationen är mycket stor, uppskattad till mellan 38,3 och 80,2 miljoner könsmogna individer. Även i Europa anses hussvalan ha en stabil populationsutveckling, men minskar i antal regionalt. Framträdande naturskyddsgrupper i Storbritannien har uppdaterat skyddsbehovsnivån till medelnivå där. Det svenska beståndet uppskattades 2012 till cirka 100 000 par, en nedgång mot tidigare uppskattningar på 200 000–400 000 par. Den mest dramatiska nedgången skedde förmodligen under 1980-talet men har därefter fortsatt från redan låga nivåer. 2020 gjordes bedömningen att antalet hussvalor minskat med mellan 28 och 47 procent under en tolvårsperiod. Orsaken är okänd, men minskad tillgång på insekter, förlust av lämpliga boplatser och ökad predation från till exempel skata kan ha bidragit. Sedan 2015 tas hussvalan upp på Artdatabankens rödlista för hotade arter, som sårbar. Även i Finland minskar den i antal, så pass att den listas som starkt hotad.

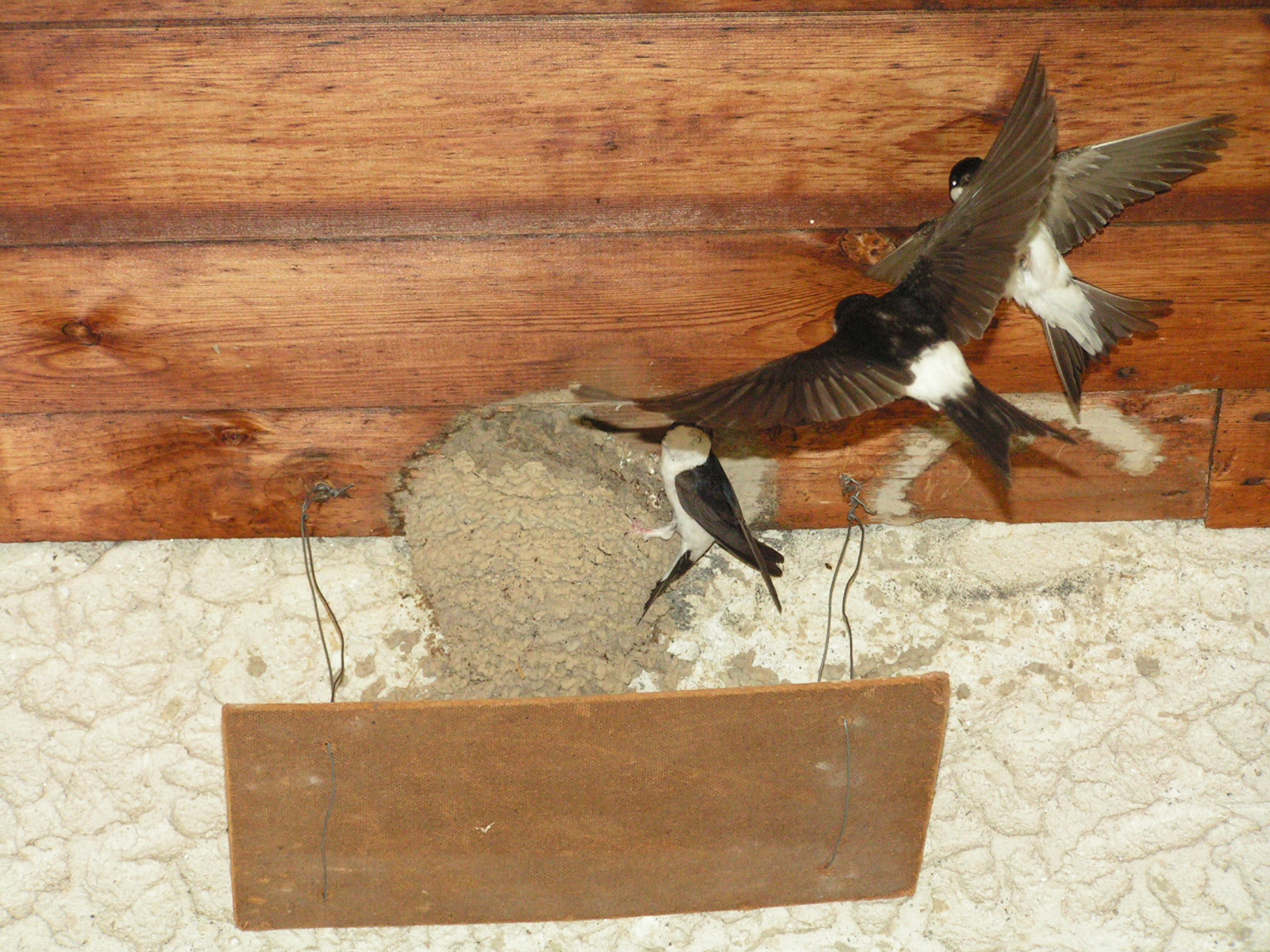
Bo med planka för att förhindra nedsmutsning under.

Denna art har under historien gynnats mycket av skogsröjning som skapat de öppna områden som den föredrar, och av mänsklig bosättning som har givit den en stor mängd trygga boplatser. Populationerna kan dock fluktuera lokalt av ett antal olika anledningar. Nybyggnader har skapat fler boplatser, och lagstiftning för renare luft har möjliggjort häckning i centrum av större städer som London. Däremot kan dåligt väder, förgiftning med bekämpningsmedel i jordbruket, brist på lera till bobygge och konkurrens med gråsparvar minska antalen. Utbredda nedgångar i mängden hussvalor har rapporterats från centrala och norra Europa sedan 1970. Som attraktiv fågel som lever av flygande insekter har hussvalan vanligen tolererats av människor när den delar dess byggnader för sin häckning, även om ansamlingar av spillning under häckande fåglar kan vara ett besvär som leder till viss förstörelse av bon.
De adulta fåglarnas överlevnadsfrekvens under höstflyttningen beror huvudsakligen på temperatur, med nederbörd som en annan viktig faktor, men för ungfåglar är låga temperaturer under häckningssäsongen mer allvarliga. Det förväntas att eftersom extremt väder förutses bli vanligare i och med klimatförändringar kommer överlevnadsnivåerna att bero mer på väderförhållanden än för närvarande.

### I litteratur och kultur

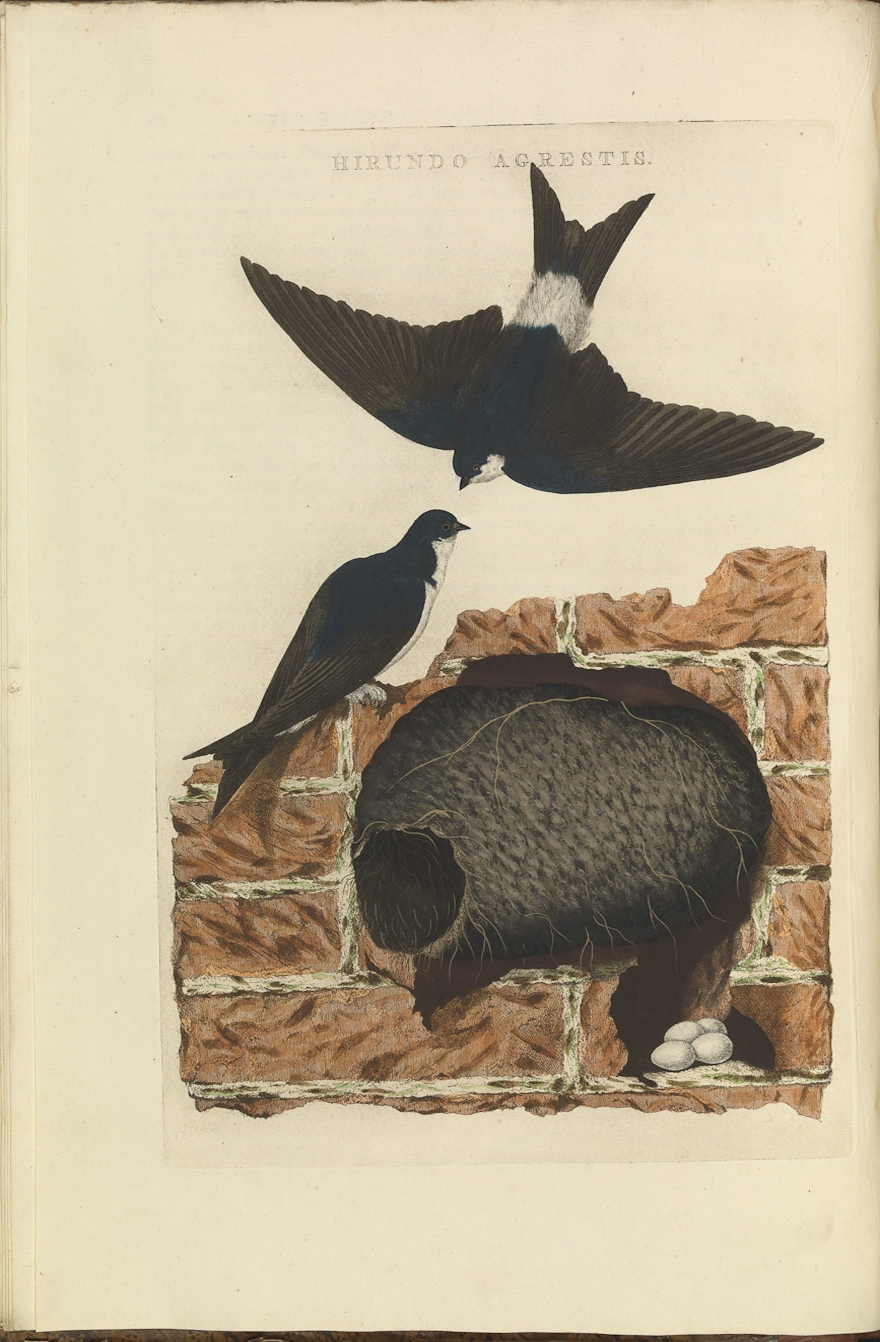
Hussvala i Nederlandsche Vogelen 1750

Denna art är inte lika rikt refererad i litteraturen som dess släkting ladusvalan, även om det är möjligt att vissa av de äldre omnämnandena av den fågeln lika väl kan syfta på hussvalan. William Shakespeare beskrev uppenbart hussvalan när Banquo uppmärksammar  Duncan på redena och fåglarna vid Macbeths borg i Inverness: 
"Ja, svalan, sommargästen,

Som far kring tempeltinnar, visar ock

Med sina trefna bon, att himlens anda

Här doftar älskligt. Ingen pelare,

Fris, utsprång eller vinkel, der ej hon

Har gjort en hängbädd, sina små en vagga;

Der denna fromma fogel trifs och häckar –

Det har jag märkt – är luften mild." (Macbeth, akt I, scen VI).
Det finns gamla legender, utan faktamässig grund, om att hussvalor stängde in gråsparvar genom att försluta öppningen till boet med inkräktaren inuti, eller att de samlades i stora massor för att döda en sparv.
Merletten, som ofta tros syfta på hussvalan eller en annan svala, var en heraldisk fågel med korta fjädertofsar istället för ben. Den var märke för den fjärde sonen i en adelsfamilj, och förekommer i många vapensköldar, däribland Plantagenets. Frånvaron av fötter representerade dess oförmåga att landa, vilket förklarade dess förbindelse med en yngre son, som också saknade land. Den representerade även snabbhet.

### Namn
Äldre svenska dialektala namn för hussvala är dåligt noterade. Ett äldre namn är mursvala.